# Sant Climent Sescebes
Sant Climent Sescebes település Spanyolországban, Girona tartományban. Sant Climent Sescebes Espolla, La Jonquera, Mollet de Peralada, Masarac, Capmany és Cantallops községekkel határos. Lakosainak száma 675 fő (2024).

## Népesség
A település népessége az elmúlt években az alábbi módon változott:
| Lakosok száma | 159  | 872  | 724  | 729  | 2561 | 453  | 513  | 590  | 626  | 675  |
|               | 1717 | 1887 | 1936 | 1960 | 1986 | 2004 | 2009 | 2014 | 2019 | 2024 |